# ريتشارد قلازبروك
ريتشارد تيتلي قلازبروك (بالإنجليزية: Richard Tetley Glazebrook)‏ ‏(18 سبتمبر 1854 - 15 ديسمبر 1935) هو فيزيائي إنجليزي.